# Óxido de hafnio (IV)
El óxido de hafnio (IV) es el compuesto inorgánico de fórmula HfO
2. También conocido como dióxido de hafnio o hafnia, este sólido incoloro es uno de los compuestos más comunes y estables del hafnio. Es un aislante eléctrico con una banda prohibida de 5.3 ~ 5.7 eV . El dióxido de hafnio es mediador en algunos procesos que dan como resultado hafnio metálico.
El óxido de hafnio (IV) es bastante inerte. Reacciona con ácidos fuertes como el ácido sulfúrico concentrado y con bases fuertes. Se disuelve lentamente en ácido fluorhídrico para dar aniones fluorohafnato. A temperaturas elevadas, reacciona con el cloro en presencia de grafito o tetracloruro de carbono para dar tetracloruro de hafnio .

## Estructura
El hafnio adopta típicamente la misma estructura que la zirconia (ZrO2). A diferencia del TiO2, que presenta Ti de seis coordenadas en todas las fases, la zirconia y el hafnio constan de centros metálicos de siete coordenadas. Se han observado experimentalmente una variedad de otras fases cristalinas, que incluyen fluorita cúbica (Fm3m), tetragonal (P42/nmc), monoclínica (P21/c) y ortorrómbica (Pbca y Pnma). También se sabe que el hafnio puede adoptar otras dos fases metaestables ortorrómbicas (grupo espacial Pca21 y Pmn21) en un amplio rango de presiones y temperaturas, presumiblemente siendo las fuentes de la ferroelectricidad observada en películas delgadas de hafnio.
Las películas delgadas de óxidos de hafnio depositadas por la deposición de la capa atómica suelen ser cristalinas. Debido a que los dispositivos semiconductores se benefician de tener películas amorfas presentes, los investigadores han producido aleaciones de óxido de hafnio con aluminio o silicio (formando silicatos de hafnio), que tienen una temperatura de cristalización más alta que el óxido de hafnio.

## Aplicaciones
El hafnio se utiliza en recubrimientos ópticos y como dieléctrico de alto κ en condensadores DRAM y en dispositivos semiconductores avanzados de óxido metálico. Los óxidos a base de hafnio fueron introducidos por Intel en 2007 como un reemplazo del óxido de silicio como aislante de puerta (gate) en transistores de efecto de campo . La ventaja de los transistores es su alta constante dieléctrica : la constante dieléctrica del HfO 2 es 4-6 veces mayor que la del SiO 2 . La constante dieléctrica y otras propiedades dependen del método de deposición, composición y microestructura del material.
El óxido de hafnio (así como el óxido de hafnio dopado y deficiente en oxígeno) atrae un interés adicional como posible candidato para la construcción de memorias de conmutación resistiva, así como transistores de efecto de campo ferroeléctrico compatibles con CMOS (memoria FeFET ) y chips de memoria.
Debido a su alto punto de fusión, el hafnio también se utiliza como material refractario en el aislamiento de dispositivos como termopares, donde puede operar a temperaturas de hasta 2500 °C.
Se han desarrollado películas de varias capas de dióxido de hafnio, sílice y otros materiales para su uso en la refrigeración pasiva de edificios. Las películas reflejan la luz solar e irradian calor en longitudes de onda que atraviesan la atmósfera de la Tierra y pueden tener temperaturas varios grados más frías que los materiales circundantes en las mismas condiciones.